# Świtezianka

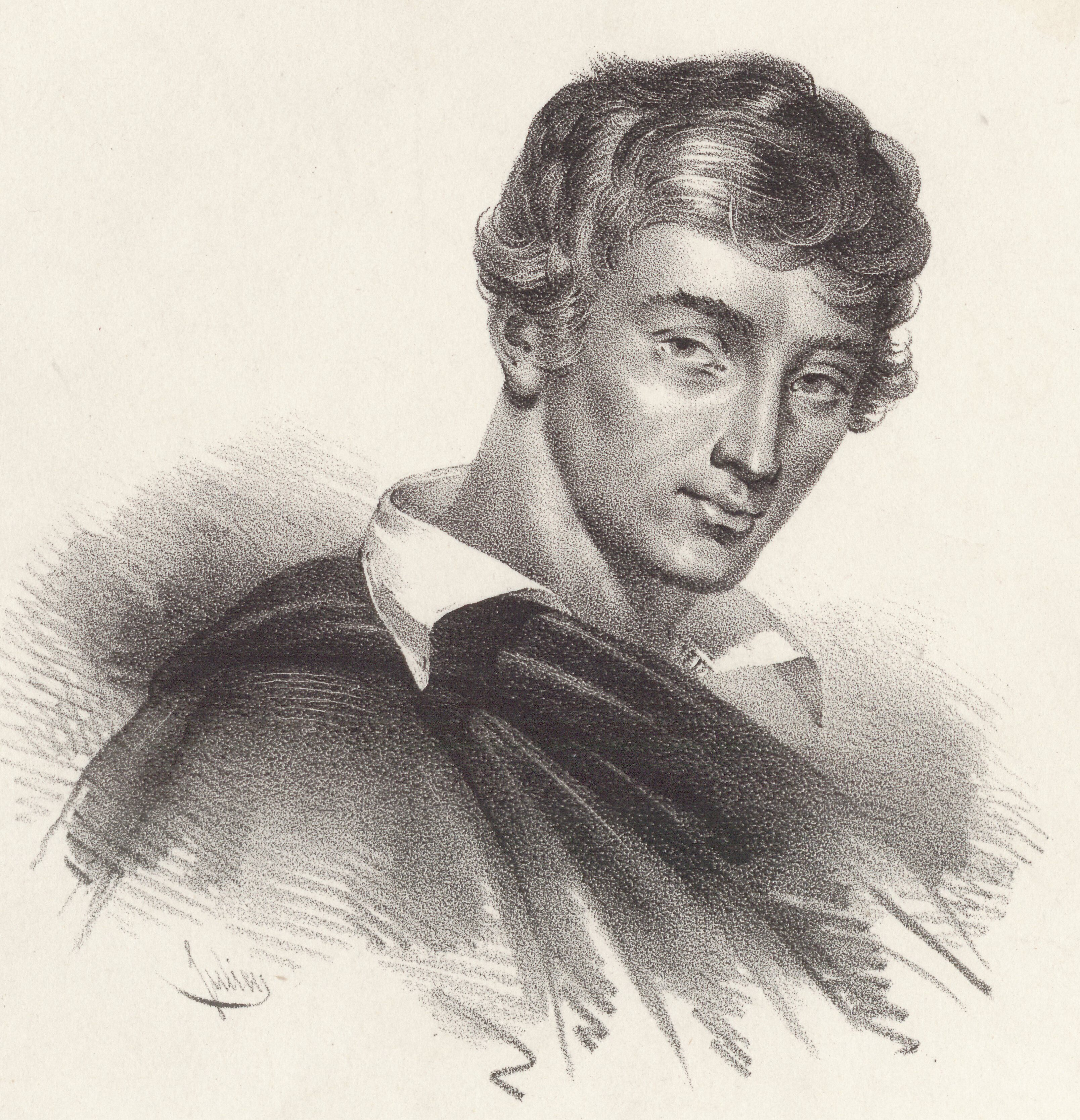
Młody Adam Mickiewicz

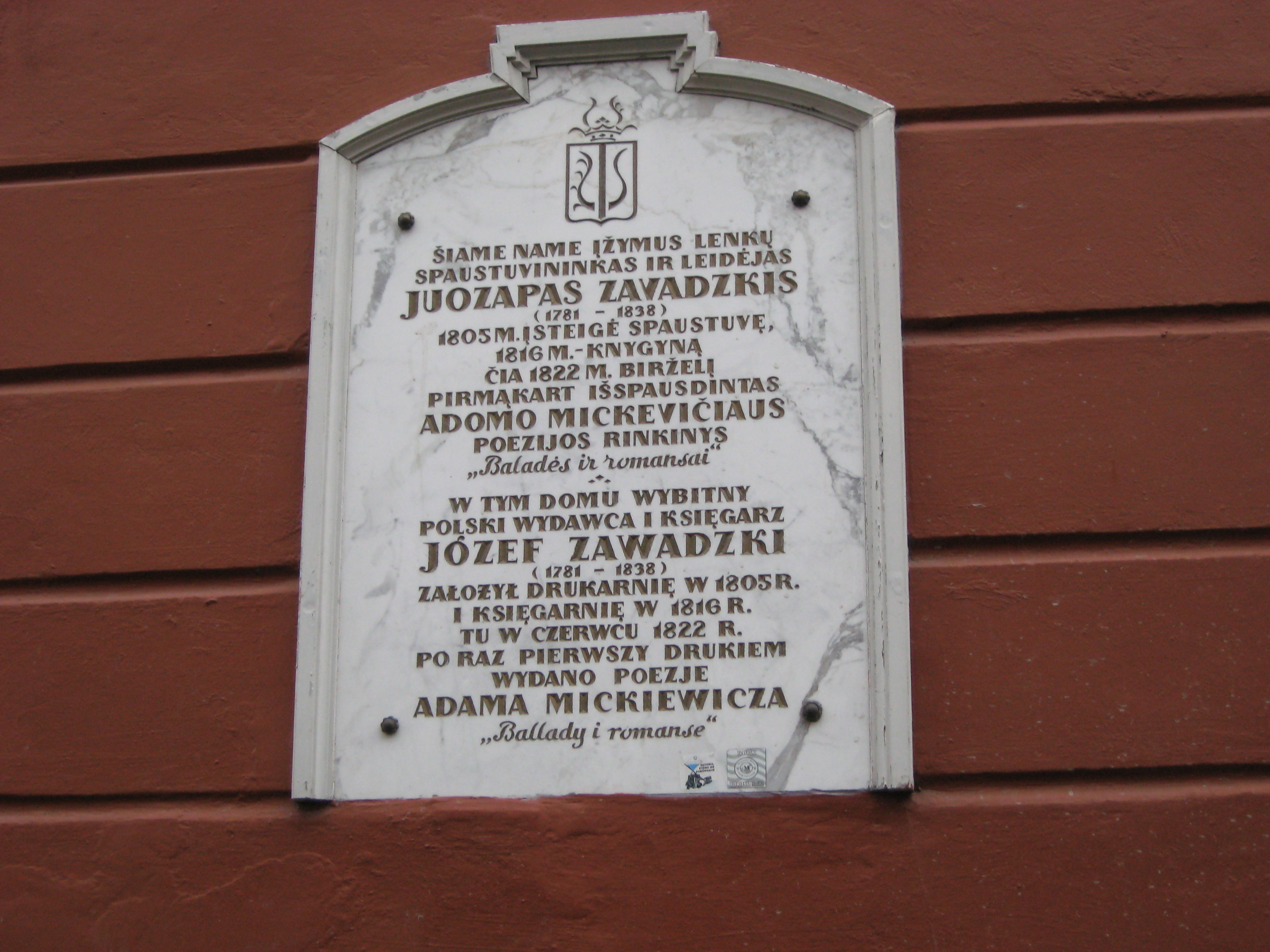
Tablica upamiętniająca drukarnię, w której tłoczono Ballady i romanse Adama Mickiewicza

Świtezianka – ballada Adama Mickiewicza, opublikowana po raz pierwszy w zbiorze Ballady i romanse, wydanym w 1822 w Wilnie jako część pierwszego tomu Poezyj. Świteziankami nazywano legendarne nimfy wodne, żyjące jakoby w wodach jeziora Świteź (obecnie na Białorusi).
Utwór opowiada o próbie, jakiej tytułowa świtezianka, występująca początkowo jako zwykła dziewczyna, poddaje zakochanego w niej młodzieńca. Ów chłopak, który zarzekał się, że nigdy jej nie zdradzi, zafascynowany urodą nieznajomej, zapomniał o swoich przyrzeczeniach. Wtedy jednak okazało się, że jego dziewczyna i świtezianka to ta sama osoba. Zdrada jednak została popełniona i młodzieniec został za nią ukarany wieczną tułaczką w miejscu jej popełnienia. Utwór został napisany strofą stanisławowską, składającą się z wersów dziesięciozgłoskowych i ośmiozgłoskowych, rymujących się abab. Składa się z trzydziestu ośmiu zwrotek.

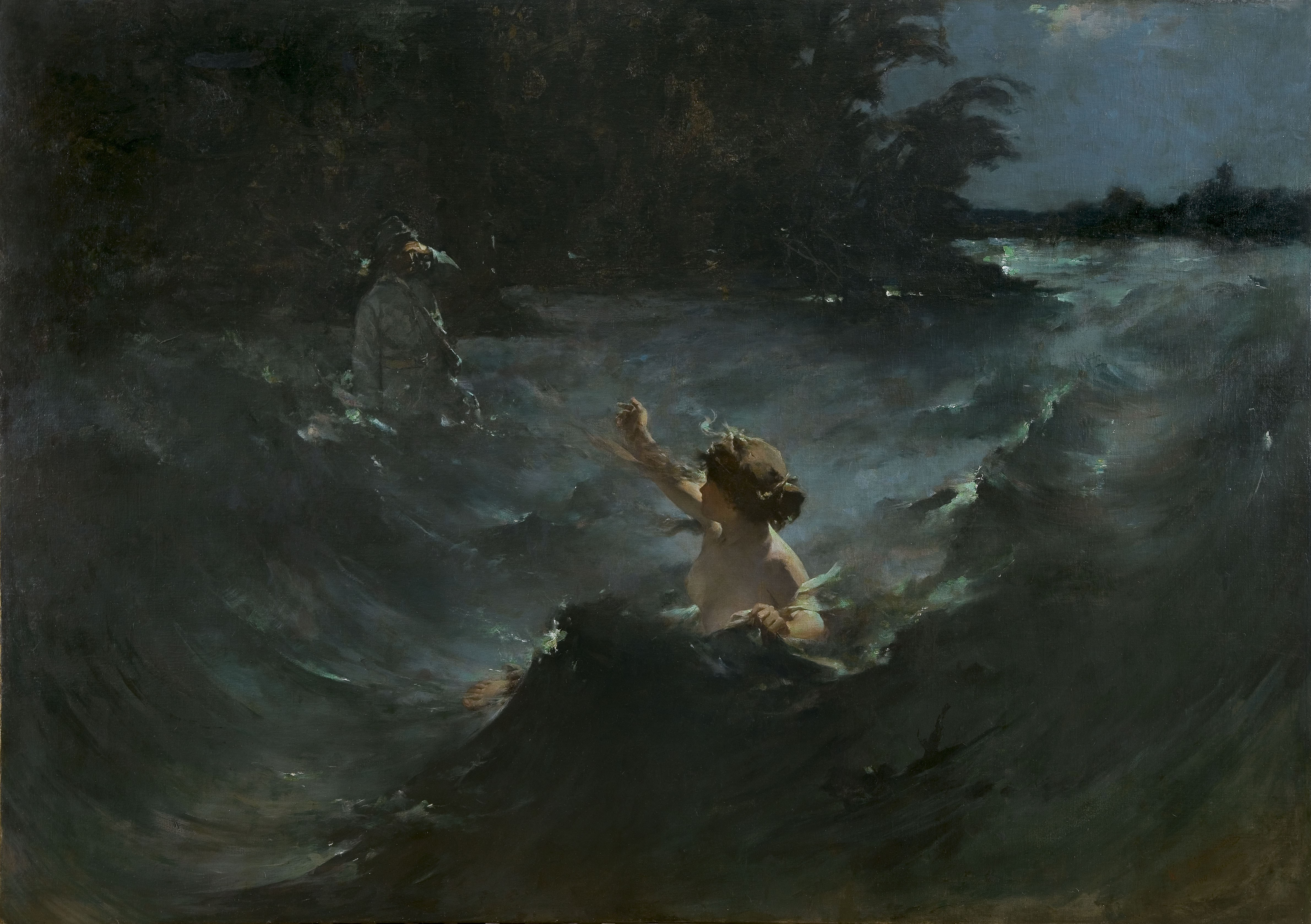
Świtezianka, obraz Kazimierza Alchimowicza
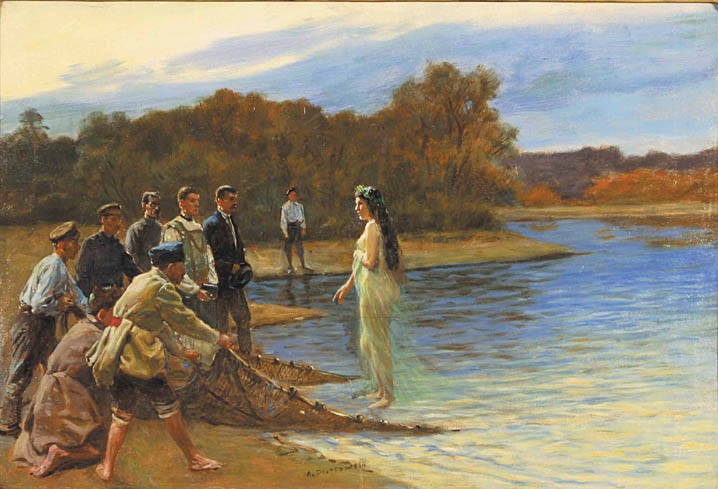
Świtezianka, obraz Antoniego Piotrowskiego
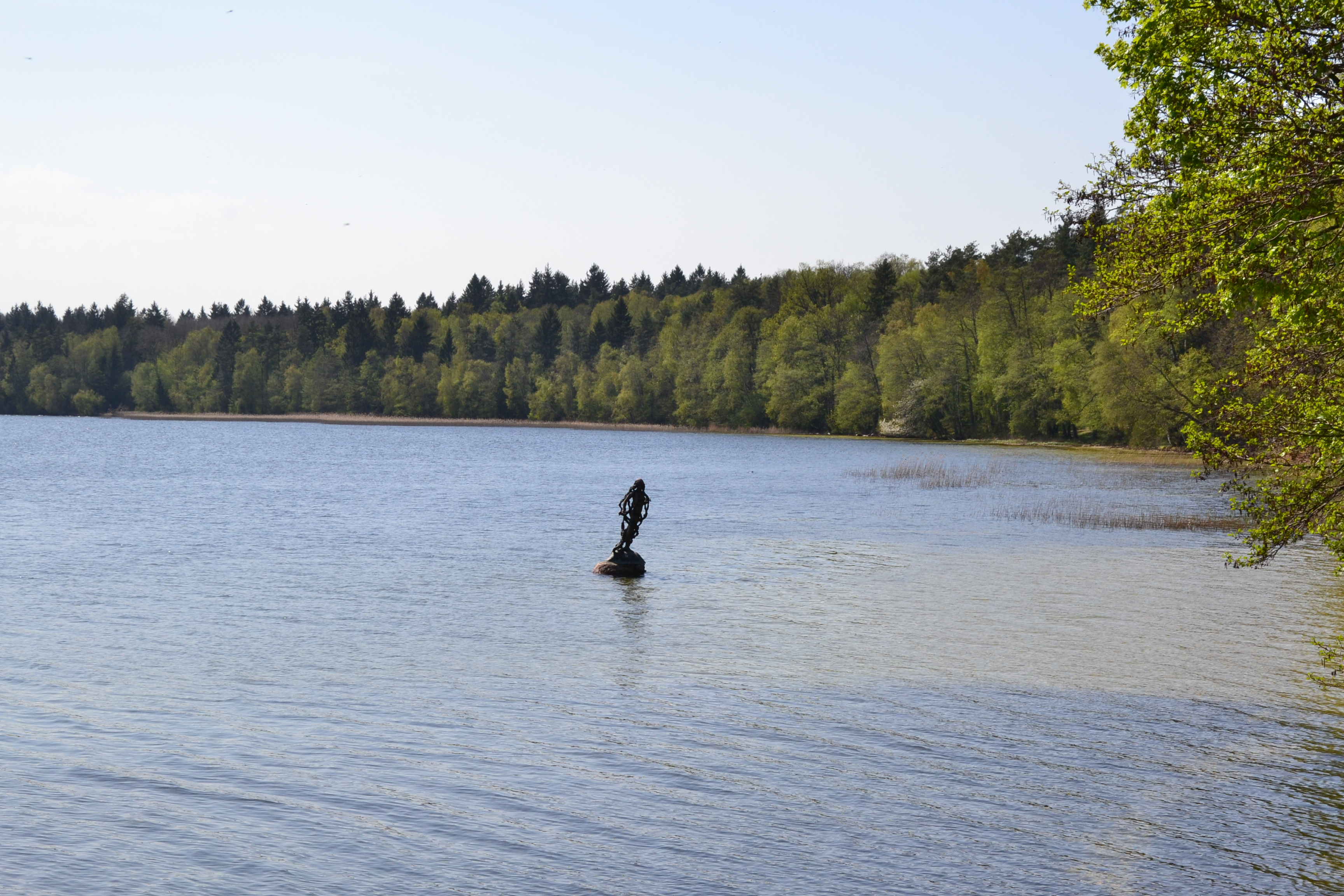
Pomnik Świtezianki na jeziorze Świteź